# Микки Маус и команда по игре в поло
«Микки Маус и команда по игре в поло» (англ. Mickey's Polo Team) — американский короткометражный анимационный фильм, созданный Walt Disney Animation Studios и выпущенный United Artists 4 января 1936 года.

## Сюжет
Микки Маус участвует в игре в поло с командой, в которую входят Гуфи, Большой Злой Волк и Дональд Дак, у которого проблемы с ослом. Они играют против Стэна Лорела, Оливера Харди, Харпо Маркса и Чарли Чаплина. Актер Джек Холт, который служит рефери, бросает мяч, с которого начинается игра. Первым вышел Оливер, которого сбили с лошади, когда две команды сражаются, чтобы получить мяч от другой. Его бьют по голове подковами, пока он лежит на земле, а его конь смеется от этого. Большой Злой Волк берет мяч и успевает удерживать его впереди других, но Чарли Чаплин вскоре отбирает мяч и ударяет его в один из столбов, используя свою трость, чтобы развернуться, чтобы пойти в другом направлении и при этом не отставать от команды. Тем временем Олли изо всех сил пытается вернуться на свою лошадь из-за его избыточного веса тела. Поскольку Микки бьет по мячу в направлении своей домашней цели, Харпо Маркс и его страус вынуждены нырнуть под песок, чтобы избежать удара. Олли наконец может сесть на свою лошадь, но его вес заставляет тело лошади провисать посередине.
В попытке заставить лошадь встать, Стэн Лорел вытаскивает хвост лошади Олли и связывает его в узел, который работает. Тем не менее, лошадь отказывается вернуться в игру, и как бы сильно Олли не пытался ее заманить, она остается на месте. Стэн пытается ткнуть в него иголкой, чтобы он начал действовать, но прежде чем он успевает, он взлетает, отбрасывая Олли и заставляя его вместо этого ткнуть. В игре Большой Злой Волк снова берет на себя инициативу с мячом, но в процессе теряет молоток и использует свое дыхание, чтобы заставить мяч двигаться вперед. Тем не менее, Ширли Темпл и Три поросенка издеваются над ним и дуют ему малиной. Он злится и отталкивает его, снося забор, за которым они стоят, и затуманивая их пылью, но отвлечение заставляет его потерять лидерство в игре. Дональд Дак берет на себя инициативу и бьет по мячу, но Харпо Маркс отбивает мяч назад в себя, и импульс позади двух, чтобы получить мяч, заканчивается их столкновением.
Дональд кричит, оскорбляя его за то, что он сбил его с ног, но Харпо отвечает, ударяя его боксерскими перчатками, которые он прячет в своей одежде, сжигает Дональда паяльной лампой и использует шумоглушитель, чтобы оттолкнуть его назад к своему ослу. Мяч приземляется прямо рядом с ним, и он пытается его ударить, но команда забирает его. Разочарованный, он пытается заставить своего осла двигаться, но он сидит на нем, смеясь. Затем он пинает его в землю, где мяч падает ему на хвост, и его растаптывают другие игроки (включая Олли, которому наконец удается вернуться в игру). Дональд бросает истерику и случайно глотает мяч, заставляя команды преследовать его, чтобы получить его. Харпо бьет его первым, используя голову своего страуса, и Большому Злому Волку удается на короткое время вывести мяч, ударив его, но он отскакивает назад внутри Дональда. Все игроки обеих команд пытаются ударить его, что в итоге заставляет его копаться в песке, чтобы спастись бегством. Дональд пытается спрятаться внутри шеста, но команды продолжают пытаться его ударить. Наконец, он отрывает шест от своей базы и ведет обе команды к рефери Джеку Холту, в результате чего все сталкиваются, заставляя лошадей ездить на своих хозяевах и продолжать игру таким образом. Серия заканчивается радостью коня верхом на Олли и Стэном после удара мячом.

## Роли озвучивали
- Уолт Дисней — Микки Маус
- Кларенс Нэш — Дональд Дак
- Пинто Колвиг — Гуфи
- Билли Блэтчер — Большой Плохой Волк
- Эльвия Оллман — Кларабель Кау
- Нед Нортон — Заяц Макс
- Картер Бернс — кинозвёзды

## Персонажи

### Команда Микки Мауса
- Микки Маус
- Гуфи
- Большой Злой Волк
- Дональд Дак
- Ослик Дженни

### Команда кинозвёзд
- Лорел и Харди
- Чарльз Чаплин
- Харпо Маркс
- Джек Холт (судья)

### Камео
- Плуто
- Три поросёнка
- Пекинес Фифи
- Кларабель Кау
- Маленькая мудрая курочка
- Летучий мышонок
- Мама Летучего мышонка
- Пингвин Питер
- Пингвин Полли
- Заяц Макс
- Король Мидас
- Голди
- Амброуз
- Грязный Билл
- Петух Робин
- Дженни Рен
- Ножки Воробья
- Пасхальные кролики

### Знаменитости
- Чарльз Лоутон
- Кларк Гейбл
- Эдди Кантор
- Эдна Мэй Оливер
- Грета Гарбо
- Гарольд Ллойд
- Ширли Темпл
- Уильям Клод Филдс

## Создатели
- Режиссёр: Дэвид Хэнд
- Продюсер: Уолт Дисней.
- Сценаристы: Отто Ингландер, Ральф Райт, Фрэнк Прист
- Композитор: Элберт Хей Малотт.
- Аниматоры: 
  - Арт Бэббит,
  - Престон Блэр,
  - Джонни Кэннон,
  - Боб Карлсон,
  - Аль Демпстер,
  - Эрт Эллиот,
  - Норман Фергусон,
  - Бернард Гарбутт,
  - Пол Хопкинс,
  - Дик Хьюмер,
  - Билл Джастис,
  - Дон Ласк,
  - Грим Натвик,
  - Кендалл О'Коннор,
  - Дон Паттерсон,
  - Билл Робертс,
  - Луи Шмитт

## Релиз
- США —  4 января 1936
- Швеция —  декабрь 1936
- Италия —  1937

### Телевидение
- «Клуб Микки Мауса»/The Mickey Mouse Club —  28 декабря 1956
- «The Mouse Factory» —  Эпизод #1.13 "Horses"
- «Donald Duck Presents» —  Эпизод #2
- «Mickey's Mouse Tracks» —  Эпизод #16
- «Donald's Quack Attack» —  Эпизод #68
- «The Ink and Paint Club» — Эпизод  #1.14: "Early Donald"
- «Have a Laugh!» — Эпизод  #42
- «Treasures from the Disney Vault» — 2 июня 2017

### Домашнее видео

#### VHS
- «Walt Disney Cartoon Classics: Limited Gold Editions» — "Life with Mickey"

#### DVD
- «Walt Disney Treasures» — "Mickey Mouse in Living Color"
- «Walt Disney's Classic Cartoon Favorites»  — "Extreme Sports Fun"

## Название
- Оригинальное название — Mickey's Polo Team
- Аргентина — El equipo de polo de Mickey
- Бразилия —  O Time de Polo do Mickey
- Франция —  L'équipe de polo
- Германия —  Mickys Polo-Team
- СССР (Русское название) —  Микки Маус и команда по игре в поло
- Испания —  El equipo de polo de Mickey
- Швеция — Mickeys Pololag

## Удаленные сцены
Следующие сцены были удалены из-за нехватки времени:
- Табло, показывающее две команды, играющие друг с другом.
- Прибытие Гуфи.
- Прибытия Большого Плохого Волка и Дональда Дака.
- Знаменитости в зале приветствуют приезд команды кинозвёзд.
- Заяц Макс и Эдна Мэй Оливер сидят вместе.
- Кларабель Кау и Кларк Гейбл сидят вместе.
- Большой Плохой Волк несколько раз бьет по мячу.
- Лорел, пытающийся посадить Харди в седло.
- Всю вторую половину Лорел заставляет Харди сесть на лошадь, а Харди пытается заставить свою лошадь двигаться.
- Бита Волка ломается, поэтому он использует свое дыхание, чтобы ударить по мячу.
- Дональд вступает в драку.
- Дональд изо всех сил пытается заставить своего ослика Дженни двигаться.
- Дональда растоптали лошади других игроков, в результате чего он был покрыт подковами.
- Дональд, случайно проглотив мяч, попадает под удар Волка.
- Дональд прячется под землёй и поднимается через столб, чтобы избежать повторного удара.

## Прочее
- Лошадь Микки Мауса появляется на постере, но на самом деле она не появляется.
- Это один из шести мультфильмов, который играет в кинотеатре Main Street Cinema в Диснейленде.
- Дональд Дак - единственный говорящий персонаж, который все время произносит только слово "поло".
- Мяч, который проглотил Дональд Дак, возможно, до сих пор внутри него.